# 張王化
張王化（1561年—？），字順甫，號龍墅，浙江紹興府餘姚縣民籍，明朝人物。

## 生平
习《易经》，縣學廪膳生。萬曆十九年（1591年）中式辛卯科浙江鄉試第六十二名舉人。

## 家族
曾祖張拱；祖張懋；父張林。母盧氏。严侍下。兄王纪。弟王威、王度、德化（庠生）、張約禮（同科舉人）、效良、嘉諫（俱庠生）。